# Propaganda der Russischen Föderation

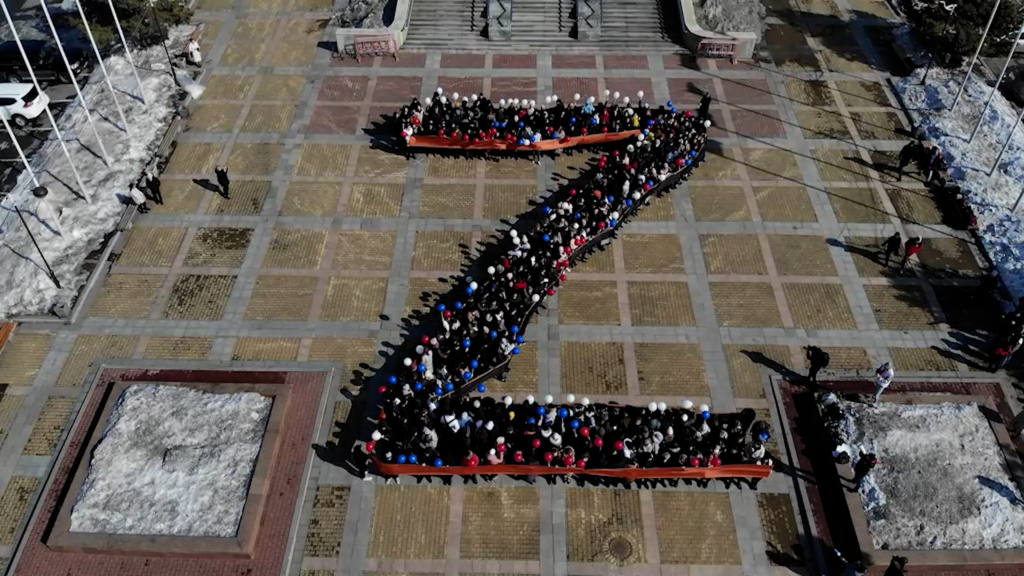
Mitglieder der Molodaja Gwardija (Junge Garde, Jugendorganisation der Partei Einiges Russland) und Einwohner von Chabarowsk in „Z“-Formation, zentrales Symbol der Propaganda nach dem Überfall auf die Ukraine 2022

Propaganda der Russischen Föderation, die durch Medien in Russland und im Ausland verbreitet wird, dient dem antiwestlichen Informationskrieg der russischen Regierung. Sie stützt sich auf Medienmanipulation und Zensur und ist geprägt von antiamerikanischen und europafeindlichen Verschwörungstheorien sowie neoimperialistischen und demokratiefeindlichen russisch-nationalistischen Ansichten. Sie arbeitet mit Faktenverdrehungen wie der Täter-Opfer-Umkehr, Halbwahrheiten und sogenannten alternativen Fakten. Aufgrund der wachsenden Informationskontrolle durch den Kreml ist die Desinformation in Russland oft erfolgreich. Nach außen wendet sich die Propaganda des Landes außer an den Westen zunehmend auch an Menschen in Drittstaaten in Asien, Lateinamerika und Afrika.

## Politische Grundsätze
Der inhaltlich auf Vorstellungen Wladimir Putins zu einer Russischen Welt beruhenden Propaganda werden die früheren sowjetischen Propagandamuster zugeschrieben, die wiederum auf zaristische Traditionen zurückgehen.
Die Kernbotschaft der Propaganda laute: Putin tut das Richtige und jede staatliche Umkehr sei schlecht,
weil sie Russlands „Einzigartigkeit und unvergleichliche Überlegenheit über den Westen“ gefährde.
Gemäß Marcel H. Van Herpen wurden jedoch nicht nur frühere Modelle kopiert, sondern die Propagandamaschinerie erweitert und professionalisiert: Neben Fernsehen, Radio und Presse werden auch das Internet und die sozialen Medien zur Verbreitung der Botschaften aus dem Kreml herangezogen. Das psychologische Know-how, mit dem dieser neue Informationskrieg zur Durchführung gelange, sei weit ausgereifter als zu Lenins oder Stalins Zeiten. Die Botschaften des Kremls werden zudem auf unterschiedliche Arten auf Empfänger in verschiedenen Ländern zugeschnitten. Schließlich könne der Kreml in der heutigen Zeit die relative Offenheit der westlichen Medienwelt für die russische Propagandaoffensive ausnutzen. Dies unterscheide die Gegenwart von der Epoche des Kalten Krieges, als diese Propaganda lediglich über die westlichen kommunistischen Parteien möglich war.
Die von Ingo Mannteufel als „Manipulation der öffentlichen Meinung“ und „gezielte Desinformation“ charakterisierte Vorgehensweise soll die Macht des Systems Putin sichern.
Für die Einheitlichkeit dieser Nachricht sorgen die von Klaus von Beyme, Ulrich Schmid und anderen als gleichgeschaltet bezeichneten Medien.
Im Jahr 2006 nahm die Berichterstattung über Präsident Putin bis zu 80 Prozent der Nachrichtensendungen ein. Die Darstellung seiner Person wurde als Personenkult aufgefasst. Roland Haug schrieb 2007: „Über Putin wird gesprochen, wie man sonst nur über Tote spricht: lobpreisend oder gar nicht.“
Bis 2017 verschob sich der Schwerpunkt der Propaganda: Über Russland war nur wenig zu hören, von den 71 Hauptthemen in den meistbeachteten News-Sendungen einer Woche handelten nur 11 über Russland, die Propaganda konzentrierte sich vielmehr auf den „Untergang“ des Auslandes, um damit die Ablehnung der Moderne zu propagieren. Zugleich würden mit dieser „globalen Sichtweise“ die Entscheidungen der Bürger relativiert; alle fundamentalen Entscheidungen (des Staates) seien schon getroffen und unabänderlich aufgrund der dargestellten Schwäche des Auslandes. Damit würde von den realen Problemen Russlands abgelenkt, so die Journalistin Marija Borsunowa des unabhängigen Fernsehsenders Doschd, welche die wöchentliche Sendung zur staatlichen Desinformation moderierte.
Neben die bürokratische Machtvertikale ist im „System Putin“ auch eine gesellschaftliche Vertikale getreten. Sie zeigt sich in der Einschränkung der Meinungsfreiheit, der Manipulation des Fernsehens und in der Schaffung künstlicher „Parteien der Macht“. Wie der Soziologe Lew Gudkow feststellt, durchdringt das Prinzip autokratischer Macht alle Formen sozialer Organisation und der politischen Kommunikation, und dies um den Preis der „Archaisierung und Sklerotisierung des gesellschaftlichen Lebens, das von außen betrachtet an die letzten Jahre der Breschnew-Epoche erinnert.“ Der Politikwissenschaftler Nikolai Wladimirowitsch Petrow (* 1958) beobachtete schon zum Jahresende 2004, dass „der russische Staat sowjetisch wurde, in der Form wie im Inhalt“.
Mit dem offenen Krieg ab 2022 und dessen Rechtfertigung durch Präsident Wladimir Putin sei auch der Ton der Propaganda noch aggressiver, die Botschaft noch absurder geworden.
Die tägliche Botschaft der Medien und der Regierung ist, dass das Land von feindlichen Nationen umgeben sei und diese, im Einklang mit „inneren Feinden“, oft als Fünfte Kolonne bezeichnet, das Wohl der russischen Nation bedrohten. Um die angeblich feindlichen Länder zu schwächen, wird der Liberalismus im In- und Ausland durch Desinformation diskreditiert, in der Absicht, Russlands „Feinde von Innen zu zerstören“.

„Die Emotionalität, Aggressivität und Absurdität, mit der die Fernseh-Propagandisten des Kremls viele Prozesse internationaler Politik in antirussische Verschwörungen verdrehen, dürften viele Nicht-Russisch-Sprechende sich kaum vorstellen können.“

## Geschichte

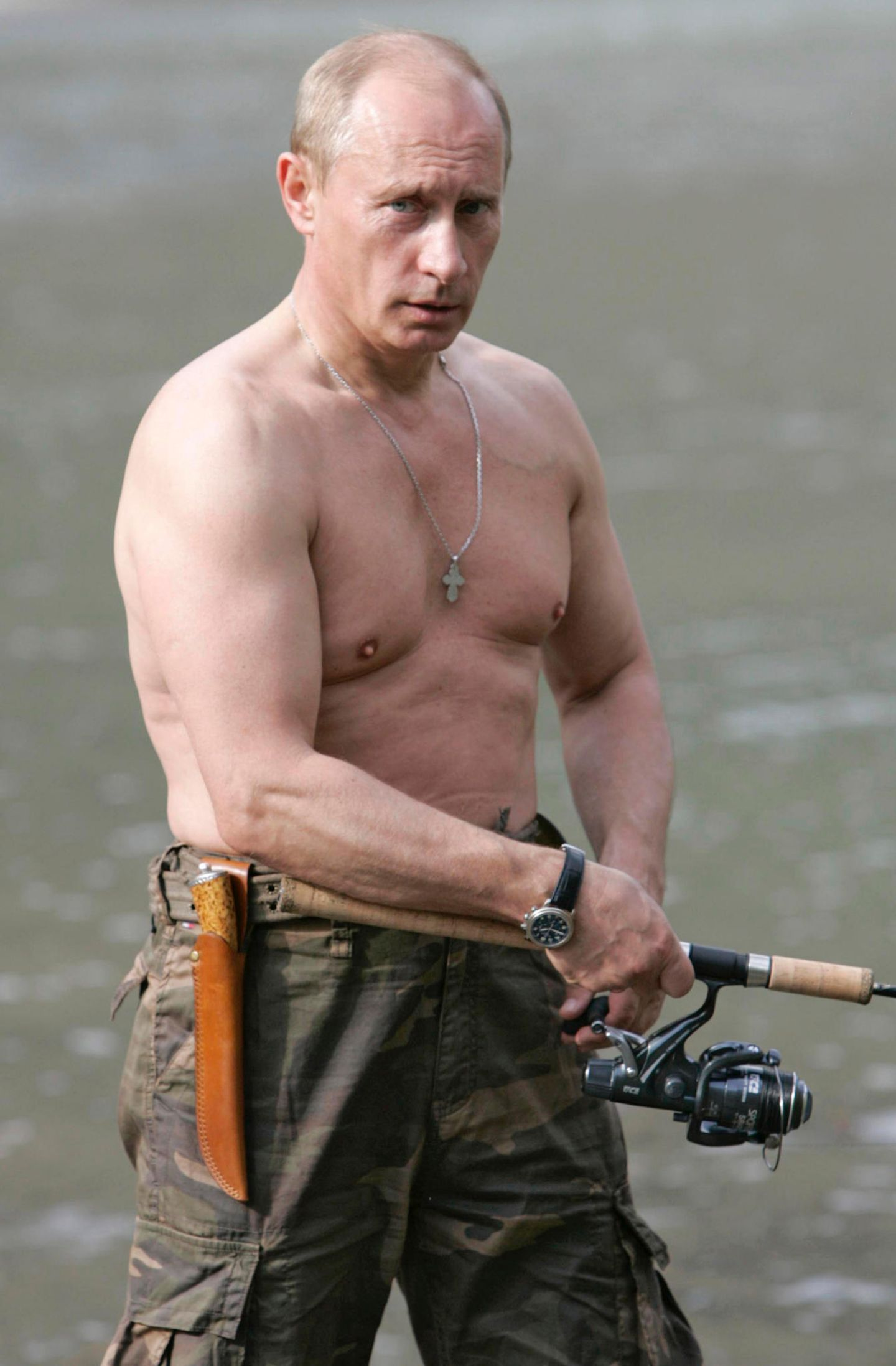
Wladimir Putin beim Angeln in Tuwa im August 2009. Das Bild ist typisch für die Selbstdarstellung Putins als starker Anführer.

In Russland informiert sich die Bevölkerung hauptsächlich mit Hilfe des Fernsehens. Nach einer Periode der Freiheit Anfang der 1990er-Jahre wurde das Fernsehen erneut zum zentralen Pfeiler der Macht; gleichzeitig wurde die Pressefreiheit in Russland massiv eingeschränkt und verlor ihre Bedeutung als Stütze der Demokratie. Zu den derzeit bekanntesten Gesichtern der Fernsehpropaganda zählen die Moderatoren Wladimir Solowjow, Margarita Simonjan und Olga Skabejewa.
Bereits kurze Zeit nach Putins Amtsantritt im Frühjahr 2000 erfolgten parallel zu einem „Blitzkrieg“ gegen regionale Machtzentren heftige Angriffe auf die Massenmedien, um sie unter Kontrolle zu bringen. Erstes Opfer wurde das Medienimperium Most unter der Leitung des Oligarchen Wladimir Gussinski, der Putin bei der Präsidentenwahl 2000 unterstützt hatte. Nachdem sich der Medienmogul Beresowski mit seinem Konkurrenten Gussinski solidarisiert hatte, wurde auch er zur Zielscheibe der politischen Führung, die sichtlich und explizit auf die Zerschlagung der bestehenden Medienimperien hinarbeitete. Putin hatte in seiner ersten Botschaft an das Parlament mitgeteilt, dass privat finanzierte Medien den dringenden Aufbau eines starken Staates behinderten und somit eigentliche „Staatsfeinde“ seien. Letztlich wurden Gussinski wie Beresowski ins Ausland abgedrängt. Im Jahr 2003 berichtete die Journalistin Anna Poljanskaja über eine Arbeitsweise „grenzenlos loyaler“ russischer Internet-Brigaden, jeden der Russophobie zu bezichtigen, der nicht mit der russischen Regierungspolitik übereinstimme.
Kurz nach der Krise im Zusammenhang mit der Geiselnahme von Beslan im September 2004 förderte Präsident Putin ein vom Kreml finanziertes Programm, um „das Image Russlands im Ausland“ zu verbessern. Eines der ersten bedeutenden Projekte dieses Programms war der Fernsehsender Russia Today, der 2005 errichtet wurde und heute unter dem Namen RT bekannt ist. „Russland ist gut“ lautete die Nachricht bis 2008, danach eher „der Westen ist zu unfähig, um zu verstehen, wie gut Russland ist“. Der Historiker Ilja Jablokow hingegen sprach 2020 davon, dass die Gesellschaft seit 15 Jahren, also seit 2005, einer Gehirnwäsche über angebliche „äußere Feinde“ unterzogen werde. RT wandte sich rechtsradikalen Ideologen und kontroversen Medienpersönlichkeiten als „Experten“ zu, daraus sei ein „ganzes System gefälschter Expertise“ geschaffen worden. Studien zeigten, dass RT Verschwörungstheorien unterstützte, Fehlinformationen verbreitete, Islamophobie und Antisemitismus förderte.
Die russische Staatspropaganda verkündet eine große Zahl „alternativer Fakten“ und teils widersprüchliche Botschaften zu Vorgängen im Ausland. So etwa wurde die Ukraine im Zuge des russisch-ukrainischen Krieges seit 2014 als ein jüdisches oder faschistisches Gebilde diffamiert, je nachdem welche Zielgruppe im Ausland und in Russland angesprochen werden sollte. Die pro-westlichen Euromaidan-Proteste wurden als eine schwule, jüdische oder nazistische Verschwörung beschrieben; die Ukraine sei nationalistisch, aber keine Nation; der ukrainische Staat existiere nicht, sei aber repressiv; Russen würden gezwungen, Ukrainisch zu sprechen, obwohl es keine ukrainische Sprache gebe. Auch nach dem Abschuss von Malaysia-Airlines-Flug 17 präsentierten russische Medien jeden Tag neue Versionen. Am ersten Tag hieß es, die ukrainischen Streitkräfte hätten versucht, Putins Flugzeug abzuschießen. Am zweiten Tag wurde behauptet, die CIA habe ein Flugzeug mit Leichen über die Ukraine geschickt, um Russland zu provozieren. In den darauffolgenden Tagen wurden diese Geschichten durch andere ersetzt.
Nach der russischen Annexion der Krim 2014 bemerkte nicht nur die NATO einen wesentlichen Anstieg der russischen Propaganda. Das UN-Hochkommissariat für Menschenrechte schrieb Mitte April, die Propaganda im Fernsehen der Russischen Föderation habe parallel zu den Entwicklungen auf der Krim signifikant zugenommen, darunter auch Hass-Propaganda: “Media monitors indicated a significant raise of propaganda on the television of the Russian Federation, which was building up in parallel to developments in and around Crimea. Cases of hate propaganda were also reported.” Nach der Erwähnung von Beispielen anti-ukrainischer Propaganda erinnerte der Menschenrechtsbericht des UNHCHR im Juni 2014 nochmals an das auch von Russland unterschriebene völkerrechtliche Verbot von Hass- und Kriegspropaganda.
Der Brite Peter Pomerantsev sieht in seinem Buch Nothing Is True and Everything Is Possible von 2014 die Ziele der russischen Propaganda nicht darin, zu überzeugen, sondern durch Unklarheit so zu verwirren, dass schließlich keiner der Parteien geglaubt würde. Robert Ortung interpretiert diese Strategie als Absicht der Kreml-Propagandisten, uns davon zu überzeugen, „dass alles um uns herum eine große Lüge ist“. Diese Art der Propaganda wird als Teil der „hybriden Kriegsführung“ betrachtet. So warnte der damalige NATO-Generalsekretär Anders Fogh Rasmussen im April 2015 vor einem „Hybridkrieg“, in dem Russland daran arbeite, europäische Staaten von innen her zu unterminieren. Dabei handle es sich um eine Mischung von altbekannter konventioneller Kriegführung und neuer, raffinierter Propaganda- und Desinformationskampagnen, ergänzt durch finanzielle Verbindungen zu politischen Parteien innerhalb der NATO und Beziehungen zu Nichtregierungsorganisationen, zur Beeinflussung der öffentlichen Meinung.
Neben RT wird auch das Portal Sputnik beschuldigt, Falschinformationen zu verbreiten. Beim Absturz der MH17 wurde auf der Website Bellingcat von Eliot Higgins nachgewiesen, dass RT und Sputnik manipulierte Satellitenbilder des russischen Verteidigungsministeriums veröffentlicht hatten.
Mit dem Aufkommen der neuen Medien und insbesondere der sozialen Medien wird russische Staatspropaganda besonders effektiv und kosteneffizient eingesetzt. Über soziale Netzwerke wie Facebook und Twitter können Tausende von Fehlmeldungen durch sogenannte Trolle (vgl. Troll-Armee) oder automatisierte Bots generiert und ihre Reichweite durch das koordinierte Teilen durch andere Trolle und Bots enorm erweitert werden. Am 31. Oktober 2017 bezeugten Führungskräfte von Facebook, Google und Twitter vor dem Geheimdienstausschuss des US-Repräsentantenhauses, dass ihre sozialen Netzwerke bei der Präsidentschaftswahl in den Vereinigten Staaten 2016 russisches Material verwendet hätten.
Mitglieder des EU-Parlaments gaben im März 2018 der Meinung Ausdruck, dass man in Europa der russischen Propaganda entgegentreten müsse, und sprachen dabei von russischer Einmischung bei Wahlverfahren in Deutschland, Frankreich und Spanien sowie beim Brexit.
Die beschlossenen Einschränkungen des Internets in Russland bis hin zur Entwicklung eines abgeschotteten runets wurden 2019 von Reporter ohne Grenzen auch damit erklärt, dass bei der jüngeren Generation die Fernsehpropaganda immer wirkungsloser würde.
Im öffentlichen Diskurs in Russland spielt Krieg eine zentrale Rolle, Krieg, Imperium und Militarisierung prägen auch die staatliche Erinnerungspolitik. Der Tag des Sieges nahm alle Züge eines religiösen Kults an.
Russlands militärische Stärke ist eine der Schlüsselaussagen der Propaganda. Die militärische Agenda im Fernsehen mit regelmäßigen Berichten über Übungen erzeugte bis 2018 laut Denis Wolkow eine Atmosphäre der Kriegsvorbereitung, in der Propaganda betont als Potenzial und Stärke Russlands. Militarismus wurde mit der Rückkehr zu einer „militärpatriotischen“ Rhetorik zu einem tragenden Thema des Präsidenten. Auch Kirill Martinow von der Nowaja gaseta verwies auf die (gemäß Propaganda) die Europäer zu Tode erschreckenden Waffen, dies, „obschon die laut derselben Propaganda verweichlichten Europäer“ offensichtlich nicht bereit seien, Moskau anzugreifen. Die 2018 präsentierten Wunderwaffen sollten also vor allem innenpolitisch ein unbesiegbares Russland suggerieren. Das „Lob der russischen Waffen“ sei auch gemäß Chefredaktor Alexander Malenkow ein „heiliges“ Thema.

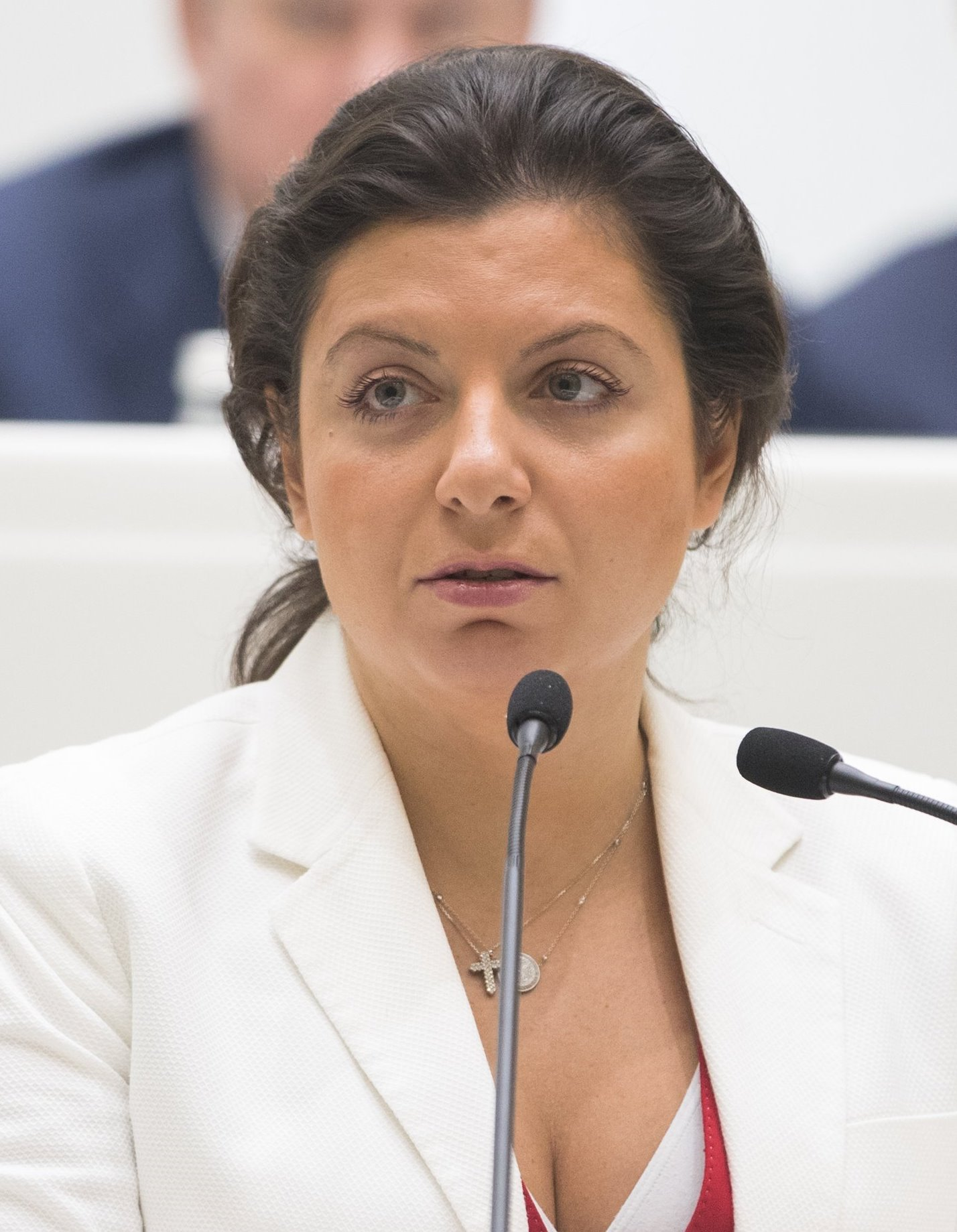
Margarita Simonjan, Chefredakteurin des russischen Staatssenders RT

Nachdem im Sommer 2021 Putins Aufsatz Zur historischen Einheit von Russen und Ukrainern erschienen war, der als geschichtsklitternd und verschwörungstheoretisch bezeichnet wurde, erwartete man die Auslösung des Russischen Überfalls auf die Ukraine. Der Aufmarsch der Truppen lief bis im Februar 2022 und ganz Russland sei, so Kirill Martynow von der Nowaja gaseta „im Wesentlichen von der Propaganda kontrolliert“ worden, insbesondere von Margarita Simonjan, deren Hasspropaganda Martynow in dem Sinne zusammenfasste, dass diese „ungeduldig endlich Blut sehen“ wolle. Der Kreml prägte aufgrund der zu erwartenden mangelnden Unterstützung für einen Krieg den Euphemismus „Militärische Spezialoperation“, während ganz Russland, insbesondere aber den Medien die Verwendung des Wortes Krieg verboten wurde: Die Höchststrafe von 15 Jahren Lagerhaft galt für Friedensaufrufe „mit persönlichem Gewinnstreben“, womit vermutlich Journalisten gemeint waren. Auch der Aufruf zum Frieden stand unter Strafe. Die Nennung von Kriegsverlusten gilt in Russland schon seit Juni 2015 als Landesverrat.
Wie schon 2014/15 mit Liz Wahl und anderen wie Sara Firth kam es auch im Jahr 2022 zu einem Abgang mehrerer Mitarbeitender von Medien, die Teil der Propaganda sind, wie der Moderatorin Schanna Agalakowa. Weltweit bekannt hingegen wurde die Redakteurin Marina Owsjannikowa, als sie nicht mit einem Plakat auf die Straße ging, „wo man sowieso gleich verhaftet wird“, sondern sich mit ihrem Plakat ‚Glauben Sie nicht der Propaganda‘ während der Hauptnachrichtensendung auf dem Perwy kanal hinter der Moderatorin positionierte. Als Redakteurin hatte sie Aufzeichnungen ausländischer Personen übersetzt und hielt die Diskrepanz zwischen deren Berichterstattung und den auf dem Sender „ununterbrochen laufenden“ (Propaganda-)Nachrichten mit der für sie „schrecklichen“ Atmosphäre in ihrem Medienunternehmen nicht mehr aus. Zudem erzählte sie, dass Übersetzer wie sie einen Text zwar übersetzten, jedoch die Chefredaktion jeweils auswählte, welche Sätze daraus [auf Sendung] genommen würden.

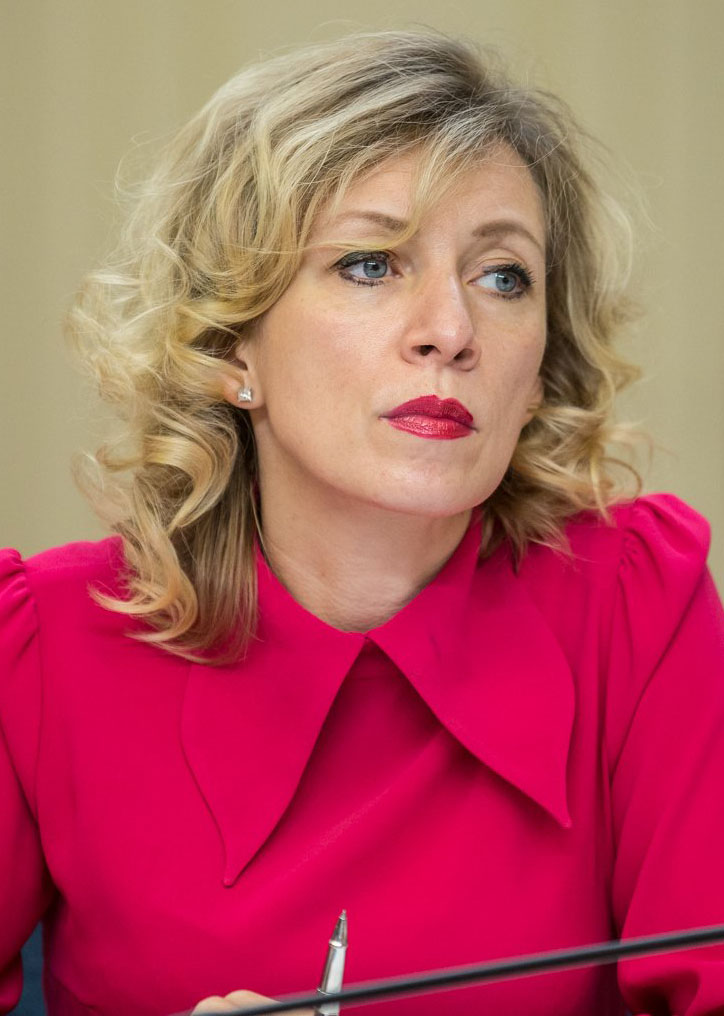
Marija Sacharowa, Leiterin der Abteilung für Information und Presse des russischen Außenministeriums

Marija Sacharowa, Leiterin der Abteilung für Information und Presse des russischen Außenministeriums, wurde im Zuge des Russischen Überfalls auf die Ukraine 2022 von der Europäischen Union als zentrale Figur der Russischen Propaganda identifiziert und neben anderen prominenten Vertretern des engeren Kreises um Putin mit Sanktionen belegt. Unter anderem hatte sie den Einmarsch russischer Truppen in die Ukraine mit Berichten über einen angeblichen Genozid an der russischsprachigen Bevölkerung in der Ukraine gerechtfertigt und westliche Quellen der Fehlinformation bezichtigt. Das Buch 1984 von George Orwell über Totalitarismus deutete sie ins Gegenteil um zu einem Buch über den Niedergang des Liberalismus.
Im Verlaufe des Jahres 2022 erhielt Meduza mehrfach Zugang zu „Handbüchern“ der Präsidialverwaltung des Kremls, also „Empfehlungen“ an die Medien zur Berichterstattung. Laut Meduza soll es regelmäßig, „fast täglich“, solche Empfehlungen gegeben haben. Zum Jahresende gab es laut Meduza ein Handbuch für Jahresrückblicke.

## Rezeption innerhalb Russlands
Die Menschenrechtsaktivistin Ljudmila Alexejewa beklagte 2017 im Menschenrechtsrat beim russischen Präsidenten gegenüber Präsident Putin den „hysterischen Hass“, welchen das russische Fernsehen gegenüber allen (Andersdenkenden) sowie dem Rest der Welt entfachen wolle – leider sei die Bildung dieser Atmosphäre des Hasses auch noch erfolgreich. Auch der Vorsitzende des Menschenrechtsrats beim Präsidenten, Michail Fedotow, äußerte sich zugunsten einer „Abrüstung“ der Propaganda, um die gefährliche Uneinigkeit der Gesellschaft zu vermeiden und die Achtung der Menschenwürde wiederherzustellen.
Die russische Internet-Zeitung slon.ru erklärte schon im Jahr 2015 im „Führer durch die neue russische Propaganda“: Die russische Propaganda kreiere eine neue Kategorie, die sich in Qualität und Quantität von derjenigen der Sowjetunion unterscheide. Ging es der Sowjetischen Propaganda um die Einführung der „richtigen Sicht“, gehe es der modernen Propaganda nur um Zwietracht, Irreführung und Verwirrung. Die Propaganda sammle dazu (ansonsten unbekannte) „Experten aller Randgruppen“ und unterstütze die tollsten Verschwörungstheorien.
Die Schriftstellerin und Journalistin Julia Latynina schreibt, noch nach dem Russisch-Georgischen Krieg 2008 habe der Westen sich geradezu verdreht, um die Beziehungen mit Russland nicht zu gefährden. Die gekaufte Image-Kampagne von Ketchum sei aber komplett nutzlos: Diese Rücksicht gebe es nach Jahren der akkumulierten Lüge und Aggression nicht mehr, die Glaubwürdigkeit Russlands sei auf dem Nullpunkt. Im Jahr 2006 hatte Putins Pressesprecher Dmitri Peskow eine Zusammenarbeit mit der amerikanischen PR-Agentur Ketchum initiiert. In den folgenden Jahren repräsentierte Ketchum die Russische Föderation unter anderem im Rahmen der G20, des Weltwirtschaftsforums und der Olympiade in Sotschi. Die Zusammenarbeit des Kremls mit Ketchum endete nach neun Jahren im März 2015.
„Das Fernsehen lügt die ganze Zeit“, meinte der Schriftsteller Wiktor Jerofejew Anfang 2016 und erklärte, das Pathos in der Lüge sei eine Infektion geworden „in der sogenannten patriotischen Erziehung in der Schule, […] in den Instituten, in der Armee, überall. Dem Land wird kein Patriotismus verabreicht, sondern Lüge.“ Die Schriftstellerin Ljudmila Ulizkaja beklagte schon 2014 die „beispiellose Manipulation“ der Öffentlichkeit durch die Propaganda, deren Lügen alle Rekorde brächen. Der Schriftsteller und Publizist Dmitri Bykow nannte die Propagandisten wie Dmitri Kisseljow oder Wladimir Solowjow die „Mörder der russischen Nation“, weil sie mit ihrer Hasspropaganda die „hässlichsten Instinkte“ entfesselten.
Die Schriftstellerin Jelena Tschischowa schrieb von einer Überschwemmung von Newspeak mit fremdenfeindlich verschobenen Bedeutungen wie beispielsweise dem Wort „Multikulturalismus“, welches für Propagandakonsumenten Synonym sei für ein schwaches, zum kulturellen Widerstand unfähiges Europa – dies im Gegensatz zu dem unter Stalin populären Begriff der „Völkerfreundschaft“. Der Oppositionspolitiker Leonid Gosman schrieb, dass die sowjetische Propaganda Bürger und selbst Systemfeinde stolz gemacht habe, stattdessen gebe es 2015 nur Hass auf die Russland umgebende Welt. Die Politologin Tatjana Vorozejkina schrieb von „ideologischer Gehirnwäsche“ durch das Staatsfernsehen im Interesse eines sich bereichernden „parasitären Patronage- und Klientelsystems“.
Nach Meinung des Philosophen Alexander Zipko seien die Russen selbst zu sowjetischer Zeit davon ausgegangen, Teil der westlichen Zivilisation zu sein; es seien nicht Westen und Osten gegenübergestellt worden, sondern Kapitalismus und Kommunismus. Russland habe begonnen, die laut offizieller Propaganda feindliche „übrige Welt als Antiwelt zu sehen“, und lehne „jetzt nicht nur den Westen ab, sondern auch dessen Humanismus“. Drei der insgesamt sechs Voten bei der Gesamtzusammenkunft des Menschenrechtsrats des Präsidenten im Oktober 2017 hatten den durch die Propaganda geschürten Hass in der Gesellschaft zum Thema: Auch Stanislaw Kutscher kannte aus seiner Journalisten-Ausbildung den Begriff „Informations-Sabotage“ und habe „naiv“ gehofft, dass es nutzloses Wissen sei. Er erlebe stattdessen den „beispiellosen Triumph(s) der Propaganda über den Journalismus“, nach seiner Meinung zwar weltweit, Russland habe jedoch die Gesetze für den Verlauf bestimmt. Im Oktober 2017 wies er im Menschenrechtsrat des Präsidenten darauf hin, dass die verbreitete Atmosphäre des Hasses und die Verfolgung von Dissens viele junge Menschen, einschließlich der Besten, aus dem Land vertrieben. Auch darum sei die Propaganda gemäß Alexey Kovalev auf der Suche nach Freunden im Ausland und werde fündig bei frei erfundenen „Experten“ oder in Russlands Sprechweise „Tankies“ genannten Freunden autoritärer Regimes (in Anlehnung an die Britischen Kommunisten, die den Einmarsch des Warschauer Paktes in Ungarn nicht verurteilten). Dazu gehört etwa der deutsche Kommunalpolitiker Andreas Maurer, den das Moskauer Büro für Menschenrechte „einen der bekanntesten deutschen Politiker im heutigen Russland“ nennt. Maurer trat im russischen Staatsfernsehen als „deutscher Politiker und Experte“ auf. Auch der Journalist Wladimir Jakowlew beschrieb, dass die zu Sowjetzeiten gelehrte „Kampfpropaganda“, welche zur Schwächung der gegnerischen Armee durch Zwist, Hass und Misstrauen konzipiert war, gegen die Russen selber eingesetzt werde und „der gegenseitige Hass und der innere Zwist nicht in der Armee des Gegners, sondern in unserem Zuhause und unseren Familien“ entstehe.
Als die Duma im März 2019 eine Zensur von Fake News im Internet diskutierte, merkte der Oppositionspolitiker und frühere Ministerpräsident Michail Kassjanow lakonisch an, dass die „Lügen und Hass säenden Propagandamedien“ davon leider nicht betroffen sein werden. Der Soziologe Lew Gudkow schrieb kurz darauf, die gegenwärtige „militaristische“ Propaganda solle ein Gefühl des kollektiven Stolzes wecken, aber noch wichtiger führe sie dazu, dass mit Staatspatriotismus und einer angeblichen Bedrohung durch den feindlichen Westen die realen Probleme des russischen Alltags mit Inflation, Schattenwirtschaft, Verarmung der Mehrheit der Bevölkerung, Zynismus, Gier und Korruption in den Hintergrund gedrängt würden. Der Politologe und Gründer der russischen Internetzeitung The Insider, Roman Dobrochotow, erwähnte den Unterschied zu China, welches sich trotz massenhafter Propaganda selber nicht als im Krieg mit „dem Westen“ darstelle; die „erste Assoziation mit der Situation in Russland“ würde „eher Nordkorea“ mit seinen Hackerangriffen, Desinformationskampagnen und schamloser Propaganda sein. Die frühere Moderatorin Farida Kurbangalejewa nannte die russischen Nachrichten ein „höllisches Fließband“. Irina Jewgenjewna Petrowskaja hatte von 1989 bis 2002 moderiert und sagte über ihre journalistischen Kollegen des Jahres 2022, sie versuchten diejenigen „hinzurichten“, die ihr Berufsethos nicht aufgegeben hätten und noch objektiv berichteten.
Zur Rechtfertigung des Russischen Überfalls auf die Ukraine ging „die hysterische Propaganda durch die Decke“, so Dmitri Gluchowski; Jeder, der zweifle, gelte als Staatsverräter und jeder, der schweige, sei verdächtig. Der Totalitarismus sei mit diesem nunmehrigen Zwang zur offenen Zustimmung in Russland fest etabliert.

## Inland
Während die großen russischen Nachrichtenformate den überwiegenden Teil der Sendezeit mit katastrophenartigen Auslandsmeldungen füllen und dort im Ausland desolate Zustände vermitteln, werden Inlandsnachrichten geschönt; schlechte Nachrichten sind verpönt. Die unabhängige Nachrichten-Internetzeitung Meduza bekam im Jahr 2020 bestätigt, dass die Flut von Euphemismen keinesfalls zufällig sei; Oppositionelle gebrauchten den Begriff Neusprech aus Orwells Roman 1984. Russen bekamen also nicht zu hören, dass ihre Wirtschaft schrumpfe, sondern es wurde negatives Wachstum vermeldet. Es gehe gemäß den Quellen stets darum, „den Akzent auf positive Entwicklungen zu setzen“. Im Internet kursierten sarkastische Neusprech-Wörterbücher.
Grundsätzlich wird Neues aus dem Ausland als für Russen fremd dargestellt, obskur, aber auch kulturell unterlegen. Ganz wichtig sind dazu jene westlichen Exponenten, welche radikale Kritik üben – so gab es in Russland die Weisung an Medien, Tucker Carlson möglichst oft in die Berichterstattung einzubauen.

### Denunziation
Ab April 2014 wurden angebliche Volksfeinde an den Pranger gestellt, die Hetze geschah sowohl mit gigantischen Plakaten in Moskau als auch in langen Fernsehsendungen über Personen, die die offizielle Dämonisierung der Ukraine nicht teilten („13 Freunde der Junta“). Präsidentensprecher Peskow erklärte dem mit betroffenen Andrej Wadimowitsch Makarewitsch, das sei mitnichten eine Hetzkampagne, sondern eine „Reaktion der öffentlichen Meinung“, die NZZ nannte es hingegen „förmliche publizistische Hinrichtung“.

### Sport
Fast der gesamte Sport wird vom Staat gesponsert, so investiert der russische Staat in 97 Prozent der Fußballvereine, dies gemäß dem Gründer eines privaten Vereins. Athleten seien darum gerne zu politischen Kundgebungen bereit, der Sport sei somit eine Möglichkeit für das Regime, Massenevents zu seiner eigenen Unterstützung abzuhalten. Sport sei in Russland die Fortsetzung der Politik mit anderen Mitteln, schrieb die Aargauer Zeitung und stellte ihn neben dem Geheimdienst und der Armee zu den Machtmitteln der Regierung. Die NZZ wies auf die von Russland korrumpierten internationalen Verbände hin.

### Sexuelle Identität
Ein weiteres Element der russischen Propaganda ist es, die liberale Haltung im Westen zu Geschlechterrollen, Homosexualität und Transgender zu diskreditieren. Der Westen wird als Ort beschrieben, an dem etwa „Kinder aus normalen Familien gerissen werden, um sie Homosexuellen und Pädophilen zu überlassen“ oder an dem „Jugendliche im Namen einer kranken ‚Gender-Ideologie‘ zwangsweise Geschlechtsumwandlungen unterzogen“ würden. Es wird behauptet, diese Werte seien eine Gefahr nicht nur für Russland, sondern auch der Westen selbst sei durch diese Lebensweise seinem Untergang geweiht. Es bestehen Verbindungen zur Anti-Gender-Bewegung in anderen europäischen Ländern.
Durch 2021 geleakte Dokumente wurde bekannt, dass die gegen gleichgeschlechtliche Ehen eingestellte Stiftung CitizenGO vom putingetreuen Oligarchen Konstantin Walerjewitsch Malofejew seit 2013 finanziert wurde. Er pflegt Kontakte zu rechtsextremen und christlich-fundamentalistischen Kreisen in vielen Ländern, z. B. zur österreichischen FPÖ, der deutschen AfD und dem französischen Front National. Die geleakten Strategiepapiere offenbaren eine über die Jahre professionalisierte Organisation, die sich weltweit vernetzt, um auf die Politik Einfluss zu nehmen.

### COVID-19-Pandemie
Die Zweigleisigkeit der russischen Propaganda im Ausland und Inland führte während der COVID-19-Pandemie zu einem Bumerang; zunächst hatte die Inland-Propaganda die „schlechten“ ausländischen Impfungen verunglimpft, was jedoch auch dem Vertrauen der Bürger in den eigenen Impfstoff nicht zuträglich war. Dann wurde die russische Propaganda für das Ausland zu einem Hauptträger von Verschwörungstheorien und Falschinformationen zur COVID-19-Pandemie, wurde aber prompt auch im Inland als Quelle für Impfgegner herangezogen. Die daraus resultierende niedrige Impfquote und Verdrehungen führten wiederum zu einer neuen Verschwörungstheorie: Der Westen sei es nun, welcher den Impfskeptizismus fördere und organisiere, um so die Russen zu dezimieren.
Nach jahrelanger Propagierung der „gesunden russischen Art“ gegen das „kranke und obskure Ausländische“ geriet auch der Versuch einer Einführung eines QR-Codes im November 2021 zu einer in einem Überwachungsstaat hochemotionalen Auseinandersetzung; die Skeptiker gegenüber dem Staat waren in der absoluten Mehrheit. „Propaganda, die die rationale Weltordnung leugnet, muss nun die Bürger davon überzeugen, staatliche Maßnahmen zur Bekämpfung des Coronavirus zu ergreifen“, schrieb Kirill Martinow.

### Ukraine
Die Ukraine wird als Marionettenstaat des Westens hingestellt, dem in verschwörungstheoretischer Manier vorgeworfen wird, durch verdeckte Manipulationen und die NATO-Osterweiterung Russlands Souveränität untergraben, seinen geopolitischen Einfluss unterminieren, seine legitime Regierung stürzen und letztlich seine Staatlichkeit zerstören zu wollen. Im April 2022 präzisierte Sergejzew auf RIA Novosti seine Vorstellungen, wie die „Entnazifizierung“ der Ukraine vor sich gehen müsse. Als Kriegsgrund für den Überfall auf die Ukraine 2022 wurden neben der Hasspropaganda auch False-Flag-Aktionen propagandistisch verwertet, die jedoch zu dilettantisch ausgeführt worden waren, um glaubhaft zu sein. In Donezk wurde ein billiges russisches UAZ-Geländefahrzeug gesprengt, dessen Autonummer kurz zuvor noch zu einem protzigen SUV gehört hatte.
Oft wurde auch von Präsident Putin gesagt, dass er nur seine eigene Propaganda glaube. Im Sommer 2021 veröffentlichte er seinen Aufsatz Zur historischen Einheit von Russen und Ukrainern, in dem die Existenz der Ukraine als eigene Nation infrage gestellt wurde, verbunden mit imperialem und ethnischem Nationalismus, so die Rezension von Andreas Kappeler. Anlässlich einer „öffentlichen Sitzung“ des Russischen Sicherheitsrates im Februar 2021 stellte die britische Zeitung The Guardian fest, dass auch mehrere der Mitglieder des Rates den Eindruck erweckten, die Narrative der Propaganda aufrichtig zu glauben. Die russische Propaganda verbreitete das Narrativ der ukrainischen „Nazis“ durchgehend bis zur Invasion 2022. Selbst Angehörige von Familien, die durch die Kontaktlinie getrennt waren, stellten mit Erstaunen fest, dass die Menschen auf der russischen Seite nach der Invasion die russische Propaganda darüber für glaubwürdiger hielten als die Berichte ihrer eigenen Familienmitglieder oder von Menschen, mit denen sie über 40 Jahre eine Freundschaft teilten.
Die Kriegsexzesse ließen sich nicht durch Kriegführung alleine erklären; der Soziologe Gregori Judin schrieb dazu: „Leider bin ich von den Gräueltaten im besetzten Butscha nicht überrascht. Die Menschen unterschätzen das Narrativ, das in Russland aufgebaut worden ist, um den Krieg zu rechtfertigen. Für die meisten Beobachter klingt das so jenseitig, dass sie es allzu leicht abtun. Aber es funktioniert.“
Am 14. April 2022 bezeichnete das ukrainische Parlament Russland als Terroristenstaat unter einem totalitären Neonazi-Regime und verbot die russische Propaganda einschließlich der Propagierung der russischen Aggression gegen die Ukraine.

## Wirkung und Reaktionen außerhalb Russlands
Die antiamerikanischen und verschwörungstheoretischen Stereotypen der Propaganda stimmten mit altbekannten Aspekten der „Negativcharakteristik der USA“ überein und bedienten so die Ränder der politischen Linken wie auch der Rechten in einer Querfront.
Bis zum Überfall auf die Ukraine 2022 habe die russische Propaganda aber vor allem „Millionen von Menschen auf der ganzen Welt“ überzeugt, so ein Bericht auf slon.ru, dass Wladimir Putin ein „zuverlässiger Verteidiger konservativer Werte“ sei und so helfe, die Welt vor der Dominanz der Linken und Liberalen zu retten. Viele rechte westliche Aktivisten und Politiker seien bereitwillig dazu bereit gewesen, bei der Aufgabe der Propaganda mitzuhelfen. 2022 wurde die Desinformationskampagne Doppelgänger bekannt, in deren Rahmen gefälschte Nachrichtenartikel, gefälschte Social-Media-Accounts und gefälschte Webseiten als westliche Nachrichtenquellen ausgegeben werden. Europaweit sei das Kernziel „die Schwächung der Unterstützung für die Ukraine und die Destabilisierung der ukrainischen Verbündeten, insbesondere Deutschlands und Frankreichs“, wie geleakte Daten zeigen. Vorgeschlagen wurde zudem eine Kampagne gegen Parteien der politischen Mitte in Deutschland, Frankreich, Italien, Spanien und Polen, während hingegen die Stärkung der Fraktion Identität und Demokratie, in der sich rechtsextreme und rechtspopulistische Parteien zusammengeschlossen haben, als Möglichkeit identifiziert wurden, die Entscheidungen des EU-Parlaments in eine prorussische Richtung zu lenken. Ein weiteres Leak offenbarte, dass die realisierte Desinformationskampagne Russlands während des EU-Wahlkampfs 2024 rechtsextreme europäische Parteien als „Parteien des Friedens“ darstellte und zugleich die Chefin der Europäischen Kommission, Ursula von der Leyen, diskreditierte. In Deutschland ging es u. a. darum, die AfD zu stärken und die Grünen zu schwächen.
Die russische Propaganda wendet sich außer an den Westen zunehmend auch an Menschen in Drittstaaten in Asien, Lateinamerika und Afrika.
Laut Tagesspiegel ist die Agentur Rossotrudnitschestwo die wichtigste staatliche Einrichtung für die Propagierung der Soft Power und des hybriden Einflusses des Kremls, einschließlich der Förderung des sogenannten ‚Russki-Mir-Konzepts‘. Sie fungiert als Dachorganisation für ein Netzwerk russischer Landsleute und Einflussnehmer und finanziert verschiedene Projekte im Bereich öffentliche Diplomatie und Propaganda, indem sie Aktivitäten prorussischer Akteure konsolidiert und Narrative des Kremls verbreitet, einschließlich des historischen Revisionismus.
Zwischen 2023 und 2025 betrieb der russische Fernsehsender RT seit 2023 von Berlin aus verdeckt die englischsprachige Seite Red. Im Impressum steht AFA Medya, ein nicht existierendes Medienunternehmen in der Türkei. Laut der taz wurde damit eine Briefkastenfirma genutzt, um europäische Sanktionen zu umgehen. Seit dem Terrorangriff der Hamas auf Israel wurde der Plattform vorgeworfen, antiisraelische Propaganda zum Krieg in Israel und Gaza zu betreiben.
Russische Propaganda wird auch von deutschsprachigen Medien übernommen. Beispielsweise bezeichnete der Tages-Anzeiger die von Roger Köppel geleitete Weltwoche im April 2025 als „eines der unverfrorensten Propagandablätter zugunsten des russischen Diktators“.

### Europäische Union
Aufgrund der Propaganda in der Russischen Föderation gründete der Europäische Auswärtige Dienst im Jahr 2015 die East StratCom Task Force, um vorrangig Fälle von in Russland verbreiteten Unwahrheiten über die EU und ihre Mitgliedstaaten zu zählen und sie zur Schau zu stellen.
Nach Angaben der EU-Kommissarin für Werte und Transparenz, Věra Jourová, investierte Russland „Milliarden in seine Propaganda“ in der EU.
Siehe auch: Beziehungen zwischen der Europäischen Union und Russland

#### Europawahl
Ende März 2024 wurde das Nachrichtenportal Voice of Europe als Medium der russischen Propaganda enttarnt. Mehrere Kandidaten für die Europawahl 2024 erhielten verdeckte Zuwendungen. Das Portal verlagerte seinen Sitz daraufhin von Tschechien nach Kasachstan.

### Estland
Die Ministerpräsidentin von Estland, Kaja Kallas, warnte im Dezember 2023 in einem Gastbeitrag für das Redaktionsnetzwerk Deutschland vor einer massiven russischen Desinformationskampagne. Diese sei darauf gerichtet, Entscheidungsträger von der Unterstützung der Ukraine abzuhalten, demokratische Gesellschaften zu spalten und Wahlen zu beeinflussen. Die Kampagne erziele durch Soziale Medien eine gewaltige Reichweite und sitze mit Mobiltelefonen „buchstäblich in unseren Hosentaschen“.

### Ukraine
Schon nach der erfolgreichen Orangen Revolution hatte Russland gegen die liberalen Kräfte einen Propaganda-Krieg geführt, derart dass Präsident Juschtschenko vor den Wahlen 2008 die Einspeisung russischer TV-Kanäle ins ukrainische Kabelnetz verbot, um die Zuschauer „vor feindlicher Propaganda zu schützen“. Die anti-ukrainische Propaganda der russischen Medien hatte nach Radzichowskij sogar „die russischsprachige Bevölkerung der Ostukraine gegen Moskau aufgebracht“. Eine russisch-ukrainische Meinungsumfrage stellte als Wirkung der Propaganda fest, dass eine positive Einstellung gegenüber dem jeweils anderen Land bei 93 Prozent der Ukrainer, aber nur bei 33 Prozent der Russen vorherrschte.
Während der Maidan-Revolution von 2014 habe die hasserfüllte Propaganda ein ungekanntes Maß erreicht. Die russische Kulturwissenschaftlerin Irina Scherbakowa schrieb zum Zeitraum im Frühjahr 2014: „Nach der Annexion der Krim und dem Beginn des Krieges waren plötzlich weite Teile der russischen Bevölkerung anfällig für die primitivste Hasspropaganda. Irgendwie schienen alle humanen Werte wie weggefegt.“
Der ukrainische Journalist Mykola Rjabtschuk sprach von einem Informationskrieg während der Ukraine-Krise. Zum Beginn des Krieges in der Ukraine hielt der Historiker Andreas Kappeler fest: „Eine unheimliche Propaganda-Maschinerie … es ist einfach kaum vorzustellen, die Lügengeschichten, die da erzählt werden.“ Bizarre Informationen füllten die Nachrichtensendungen in Russland, über politische Ereignisse in Russland wurde kaum mehr berichtet. Das Regime Putin wollte damit die demokratische Entwicklung in der Ukraine verhindern.
Erstmals im Frühjahr 2021 wollte die russische Propaganda die Ukraine „entnazifizieren“ und berichtete verstärkt von angeblichen ukrainischen Kriegsgräueln. Der Politologe Timofej Sergejzew behauptete auf RIA Novosti, „Nationalsozialisten“ töteten wahllos Zivilisten, was die von OSZE und UN-Menschenrechtskommissar ermittelten nur noch geringen zivilen Opferzahlen im fast eingefrorenen Krieg im Donbas widerlegen.
Der Berichterstatter der Süddeutschen Zeitung ahnte, dass dies eine Vorbereitung eines offenen Krieges sei. Dieser Krieg wurde bis Februar 2022 von der russischen Propaganda mit vorbereitet; die Russische Föderation werde im Wesentlichen von der Propaganda kontrolliert, persönlich von Margarita Simonjan. Im April 2022 rief wiederum Sergejzew unverhohlen zum Völkermord in der Ukraine auf.
Siehe auch: Russisch-ukrainische Beziehungen

### Deutschland
Das Bundesamt für Verfassungsschutz führt in seinem Jahresbericht für 2018 aus, dass das russische Medienangebot in Deutschland durch die Russische Föderation gefördert und ausgebaut werde, wobei staatliche Unternehmen als scheinbar unabhängige Medien getarnt werden, um die Zugehörigkeit zu Russland zu verschleiern und die Öffentlichkeit auf subtile Weise zu beeinflussen. Die wichtigsten Akteure seien dabei der Internetsender RT DE und die Nachrichtenagentur Sputnik.
Russische Propaganda- und Desinformationsaktivitäten spielen eine Schlüsselrolle bei der Stärkung von Kanälen von Rechtsextremen und Verschwörungstheorikern in Deutschland. Alleine von 2015 bis 2017 wurden über 700 russische Desinformationskampagnen dokumentiert, die das Ziel hatten, vorhandene gesellschaftliche Spannungen zu vergrößern. Hierbei arbeiten russische Staatsmedien, Influencer in Deutschland und Alternativmedien zusammen. Teilweise organisieren auch Gruppierungen wie die rechtsextremen Freien Sachsen gegen die Regierung gerichtete Proteste, die auf von russischen Quellen stammenden Verschwörungstheorien beruhen.
Die Social Design Agency, eines der wichtigsten russischen Propaganda-Unternehmen, führt verschiedene deutsche Meinungsmacher auf, die sich zugunsten Russlands aussprechen. In dieser Liste sind u. a. die Politiker wie Sahra Wagenknecht (BSW), Alice Weidel (AfD), Petr Bystron (AfD) und Michael Kretschmer (CDU) zu finden, aber auch weitere Personen wie Ulrike Guérot, Alina Lipp, Jürgen Todenhöfer und Dieter Bohlen. Diese würden einen Unterschied machen, weil sie pro-russische Botschaften „von einem Deutschen zu einem Deutschen“ vermittelten, also besonders glaubwürdig herüberkämen.

#### Ziele
Strategisches Ziel der russischen Propaganda ist es, mit einem steten Strom an Lügen den Informationsraum zu fluten und Fakten so lange zu verzerren und zu verschleiern, bis es Menschen nicht mehr möglich erscheint, zwischen Wahrheit und Fiktion zu unterscheiden. Die Hoffnung dieser auch als „Flood the zone with shit“ bezeichneten Vorgehensweise ist gemäß eines russischen Propagandaexperten, dass wenn niemand mehr die Wahrheit erkennen kann, als einzige Option bleibt, „einem starken Führer zu folgen“.
Laut vertraulichen Dokumenten der Russischen Akademie der Wissenschaften, des obersten staatlichen Thinktanks, die dem ARD-Magazin Kontraste sowie der Zeit im Oktober 2024 vorlagen, ist davon die Rede, dass vornehmlich in Ostdeutschland „der Druck verstärkt werden müsste, um die Angst deutscher Bürger vor einem möglichen Konflikt zwischen der NATO und der Russischen Föderation zu schüren“. Ein Teil dieser jährlichen Analysen ist öffentlich einsehbar, jedoch gibt es auch geheime Zusatzteile, die deutsche Medien auswerten konnten. Offenkundig mit Blick auf AfD und BSW heißt es, dass es nicht positive Gefühle für Russland seien, sondern die Angst, die viele Menschen dazu treiben würde, „jene Parteien zu wählen, die eine gute Chance haben, künftig ein Drittel der Sitze im Bundestag zu erlangen“. Sahra Wagenknecht wird als wichtige Verbündete gegen „anti-russische Kräfte“ in Deutschland und Europa betrachtet, zu der auch engere Kontakte empfohlen werden. Die AfD, insbesondere eine mögliche Parteiführung unter Björn Höcke, wird von den Analysten mit gemischteren Gefühlen gesehen. Der SPD-Politiker Rolf Mützenich wird als Hoffnungsträger für eine friedensbetontere Außenpolitik gesehen. Negativ bewertet werden Politiker wie Boris Pistorius, Marie-Agnes Strack-Zimmermann, Friedrich Merz, die Grünen insgesamt sowie – mit Einschränkungen – Bundeskanzler Olaf Scholz („noch der Beste unter den Bösen“).

#### Vorgehen
Mit Stand 2017 hatten die russischen Medien in Deutschland nicht die Reichweite der etablierten Medien im Internet, waren aber Verstärker in Social Media und umfassten in den Twitter-Communities Russland- und Rechtsaußen-Unterstützer sowie Migrationsgegner. Unter anderem nahm RT Deutsch bis zu seiner Sperrung im September 2021 wegen Umgehung der Richtlinien zur Desinformation Themen aus einschlägigen Randmedien auf. Der von solchen Gruppen „beharrlich geförderte Antiamerikanismus“ böte „willkommene Ansatzpunkte für die russische Führungselite“.
Bereits im Jahr 2007 hatte der Econ-Verlag eine Rezension auf seiner Homepage entfernt, nachdem Rezensionen zu einem Kreml-kritischen Buch nicht nur im Tonfall, sondern teils auch in der Wortwahl übereinstimmten. Auf Amazon wurden die Passagen ebenfalls gelöscht. Im Ausland lebende Russen waren gemäß Nikita Petrow von der Menschenrechtsorganisation Memorial im Gegensatz zur Sowjetzeit zu „gezielter Propaganda-Zusammenarbeit“ bereit, um die öffentliche Meinung zu beeinflussen und um die russische „Ehre“ im Ausland wiederherzustellen. Im Jahr 2012 gründete RT in Berlin die Videoagentur Ruptly und bot „vermeintlich journalistisches Material“ zu Discountpreisen an.
Deutschland ist Schwerpunkt einer internationalen Medienkampagne Russlands. Es wurde im Jahr 2016 in russischen Medien als Land kurz vor dem Zusammenbruch dargestellt. Markus Ackeret bezeichnete in der Neuen Zürcher Zeitung russische Unterstellungen zum deutschen Staat als „böswillig“. Die Absicht sei die Erschütterung des Vertrauens zwischen Bürger und Staat, mithin die Destabilisierung des Staates. Ebenfalls wurde anhand einer automatisierten Twitter-Nachverfolgung von Sputnik-affinen Konten eine Unterstützung der AfD in Deutschland vor den Wahlen festgestellt. Der Untersuchungsleiter sagte, es würden „die extremsten linksaußen- und rechtsaußen-Statements ausgesucht und verstärkt“. Das Ziel sei, die demokratische Gesellschaft in Frage zu stellen.
Das Auswärtige Amt deckte im Januar 2024 auf, dass auf der Social-Media-Plattform X zwischen dem 20. Dezember 2023 und 20. Januar 2024 von Russland gesteuert mehr als 50.000 gefälschte Nutzerkonten mehr als eine Million Tweets gegen die deutsche Bundesregierung und deren Unterstützung für die Ukraine verbreiteten. Innenministerin Nancy Faeser forderte daraufhin die Durchsetzung des Digital Services Act durch die EU-Kommission.

##### Doppelgänger-Kampagne
Einer Recherche von T-Online zufolge wurden im Sommer 2022 Websites aufgestellt, die sich als Nachrichtenseiten deutscher, englischer, französischer und italienischer Medien (darunter FAZ, Tagesspiegel, Neues Deutschland, Bild, t-online, Spiegel, Daily Mail, Ansa und 20 Minutes) ausgeben und dabei Falschinformationen verbreiten. Diese Doppelgänger-Websites wurden von abertausenden Kommentaren unter anderem verbreitet auf Websites etablierter Medien (unter anderem betroffen: Tagesspiegel.de, taz.de, BR24.de), auf Parteiwebsites (u. a. betroffen: AfD Berlin), Unternehmens- und Markenwebsites (u. a. betroffen: Mercedes, Vodafone, Nordsee, Weight Watchers, Playboy), auf Internetauftritten von staatlichen Organen (u. a. betroffen: Bundesregierung.de, us-embassy.gov) und Einrichtungen wie Krankenhäusern (u. a. betroffen: Charité), auf Websites von Vereinen (u. a. betroffen: Bund der Steuerzahler) und auf Sozialen Netzwerken (u. a. betroffen: Facebook und Twitter). Zum Inhalt haben die Fake-Nachrichtenseiten Meldungen zu Themen mit direkten oder indirektem Bezug zum Russisch-Ukrainischen Krieg (u. a. zu Sanktionen gegen Russland, zur Inflation infolge des Krieges, zu steigenden Energiepreisen). Die durch die Kommentare verlinkten gefälschten Nachrichtenmeldungen sind auf Meinungsmache gegen die deutsche Bundesregierung, gegen die Ukraine und Ukrainer sowie gegen die Russland-Sanktionen ausgerichtet. Teilweise sind die Kommentare durch Werbung finanziert und vermitteln dadurch umso mehr den Eindruck, offizielle Nachrichtenmeldungen zu sein. Laut dem Institute for Strategic Dialogue (ISD) ist die Desinformationskampagne alleine in Deutschland von einem beispiellosen Ausmaß. So wurde eine der tausenden Fake-Anzeigen zwischen 500.000- und 600.000-mal gesehen. T-Online zufolge ist offensichtlich, dass die Desinformationskampagne von einer Troll-Armee aus Russland stammt.
Obwohl bereits im Sommer 2022 aufgedeckt, wurde diese Doppelgänger-Operation auch im Jahr 2024 weitergeführt. Dabei werden von einer Gruppe von Akteuren Inhalte erstellt, die dann von einer anderen Gruppe weiterverbreitet werden. Durch ein Leak wurde öffentlich, dass das Kampagnenziel insbesondere darin besteht, die Zustimmungswerte für die AfD zu steigern, während die Zustimmung für Bündnis 90/Die Grünen sinken soll. Außerdem sollen Zukunftsängste geschürt und in der deutschen Bevölkerung die Ansicht verankert werden, dass der eigene Wohlstand nicht für den „Sieg über Russland“ geopfert werden solle.
Im Vorfeld der Bundestagswahl 2025 kam es zu diffamierenden Schmutzkampagnen gegen führende Grünenpolitiker wie Robert Habeck und Annalena Baerbock mit Fake-Nachrichtenwebseiten und KI-Videos, hinter denen mutmaßlich Russland steht. Der Verfassungsschutz bestätigte, dass es sich bei der Kampagne um gezielte Diskreditierung Habecks handele.

##### Weitere Handlungen
im Juni 2025 rechneten reichweitenstarke russische Propagandisten auf Telegram einen in Erfurt durchgeführten Brandanschlag auf vier Bundeswehr-Lastkraftwagen russischen Akteuren zu. Dabei wurden augenscheinlich auch Bilder aus der Tatnacht verbreitet.

### Lettland
RT wurde im Juni 2020 aus dem Land verbannt, dies, solange Dmitri Kisseljow den Sender leite. Zuvor waren schon zehn weitere russische Fernsehsender wegen „systematischer Hassrede bis hin zu Mordaufrufen“ („systematic hate speech and warmongering against Ukraine, including open calls to kill Ukrainian citizens“) gesperrt worden.

### Rumänien
Der später annullierte erste Wahlgang der Präsidentschaftswahl in Rumänien 2024 fand am 24. November statt. Dabei lagen der als prorussisch geltende Călin Georgescu und die liberale Elena Lasconi (USR) vorn, konnten aber jeweils nicht die absolute Mehrheit erreichen. Der Verfassungsgerichtshof Rumäniens stellte am 6. Dezember 2024 einen „aggressiven russischen hybriden Angriff“ auf die Wahl fest und ordnete daher deren Wiederholung an.

### Serbien
Mitte der 2010er Jahre begann die Russische Föderation mit dem Auslandssender Sputnik Srbija (Sputnik zugehörig) sein politisches Narrativ in Serbien zu verbreiten. Seit November 2022 sendet Russland in Serbien mit seinem Auslandssender RT Balkan in serbischer Sprache. Nach Angaben von Aleksandra Tomanic (Geschäftsführerin des European Fund for the Balkans) bräuchte es russische Staatsmedien in Serbien nicht, um Propaganda im Sinne der Russischen Föderation zu verbreiten. Dies würden bereits staatsnahe serbische Medien tun. In Serbien übt der serbische Staatsapparat unter Präsident Aleksandar Vučić als größter Geldgeber und Werbekunde den bedeutendsten Einfluss auf serbische Medien aus. So wird in vielen serbischen Medien Stimmung gegen die Europäische Union und pro Russland gemacht.

### Spanien
Nach der Flutkatastrophe in Spanien 2024 beteiligten sich russische Medien an der Verbreitung von Falschinformationen, die Rechtsextremisten streuten.

### Türkei
Im Jahr 2023 wurden Strategiepapiere aus dem russischen Staatsapparat geleakt, die sowohl Vorschläge für Desinformationsaktionen als auch umgesetzte Desinformationsaktionen beschreiben, um in der Türkei die Unterstützung für die Ukraine zu untergraben und einen angestrebten NATO-Beitritt Schwedens zu verhindern. Die Desinformationsaktionen sehen vor, anti-türkische oder anti-muslimische Proteste durch angebliche Ukrainer vorzutäuschen. Eine laut Berichten in die Tat umgesetzte Desinformationsaktion erzielte jedoch kaum mediale Reichweite.
Siehe auch: Türkisch-russische Beziehungen

### Vereinigtes Königreich
Die Medienaufsichtsbehörde Ofcom stellte verschiedentlich Verstöße der Medien Sputnik und RT gegen journalistische Sorgfaltspflichten fest. In einem Bericht vom Dezember 2018 wurden von zehn betrachteten Beiträgen sieben als sanktionswürdig bewertet und entsprechend gerügt.
Die Times beschrieb 2017 die Einmischung der russischen Propaganda in die politischen Prozesse der westlichen Demokratien als „Verbrechen“.
Ein Hauptthema der russischen Propaganda war die Unterstützung des Brexit, um Uneinigkeit in Europa zu schüren. Russische Accounts setzten ihre manipulativen Twitterbeiträge auch nach der Abstimmung fort. Nach der Attacke auf der Westminster Bridge 2017 schürte eine kremlfreundliche Troll-Aktion antiislamische Gefühle mit der Behauptung, dass einer Muslima die Opfer gleichgültig gewesen seien. Der Fotograf des dabei verwendeten Bildes verglich daraufhin die russische Propaganda mit den Terroristen: Beide hätten die Destabilisierung des Westens zum Ziel. Der Daily Express machte auf die Impfgegner aufmerksam, die ebenfalls durch russische Propaganda in ihrer Meinung unterstützt wurden.
Ab November 2017 moderierte Alex Salmond eine eigene Sendung bei Russia Today (RT). Die Times und andere Medien reagierten entsetzt, als klar wurde, dass Alex Salmond bei RT eine Show übernehmen würde. In einem Leitartikel schrieb die Times: „Salmonds Einsatz für die Propaganda einer aggressiven fremden Autokratie zeigt einen Mangel an Einschätzungsvermögen, Selbstachtung und Scham. Dieser Entscheid ist eine Beleidigung für die Opfer einer mörderischen Kleptokratie.“
Siehe auch: Britisch-russische Beziehungen

### Vereinigte Staaten
Russland versucht ebenfalls Einfluss auf die Politik in den Vereinigten Staaten zu nehmen, wie zum Beispiel durch die Kampagne zur Beeinflussung junger schwarzer Wähler der MAGA-Bewegung auch unter Verwendung von Propaganda aus Russland, die im September 2024 in den Vorgängen in Folge des angeblichen Verzehrs von Haustieren durch Haitianer (Haitianische Diaspora) in Springfield (Ohio) gipfelte und unter anderem zahlreiche Bombendrohungen gegen staatliche Einrichtungen wie Schulen zur Folge hatte.
Im Vorfeld der US-Präsidentschaftswahl 2024 halfen russische Akteure bei der Verbreitung von Desinformation zu den Hurrikans Helene und Milton, was als Beitrag zur politischen Spaltung und Destabilisierung der USA gewertet wurde. Die russische Wahlbeeinflussung fiel gemäß Foreign Policy 2024 noch größer aus als 2016. Unter anderem habe es Kampagnen in den Sozialen Medien, Verbreitung von Falschinformationen und den Einsatz KI-generierter Inhalte gegeben. Nach der Wahl äußerte sich Nikolai Patruschew, der frühere Leiter des russischen Geheimdienstes FSB, Trump habe sich, um bei der Wahl erfolgreich abzuschneiden, „auf bestimmte Kräfte verlassen, denen gegenüber er entsprechende Verpflichtungen hat“. Folglich werde er als „verantwortungsbewusster Mensch“ nun „verpflichtet sein, diese zu erfüllen“.
Der US-Präsident Donald Trump übernahm nach den ersten Gesprächen im Februar 2025 mit Russland die russische Haltung und bezeichnete den gewählten ukrainischen Präsidenten Wolodymyr Selenskyj fälschlicherweise als Diktator, gab der Ukraine die Schuld daran, dass diese von Russland überfallen wurde, schloss bereits vor Beginn der direkten Gespräche mit dem russischen Präsidenten Wladimir Putin die Mitgliedschaft der Ukraine in der NATO aus und übernahm die russische Ansicht der Abtretung der besetzten ukrainischen Gebiete, was einer ukrainischen Kapitulation gleichkommen würde. Der Vorsitzende des Auswärtigen Ausschusses des Deutschen Bundestages Michael Roth drückte dazu seiner Verwunderung aus, dass russische Propaganda im Weißen Haus angekommen ist. Zudem warf Trump Selenskyj vor, keinen Rückhalt in der Bevölkerung zu haben, was aktuellen Umfragen widerspricht. Die Verbreitung falscher Aussagen durch Trump wurden sowohl von Politikern der Demokratischen Partei wie Chuck Schumer als auch von solchen der Republikanischen Partei wie Don Bacon kritisiert.

## Rechtliches
Die unabhängige russische Internetzeitung Meduza wies auf die Ermittlungen und Urteile betreffend Propaganda des Internationalen Strafgerichtshofs für Ruanda hin: Die propagandistische Anstiftung zu Völkermord an sich müsse nicht real erfolgreich sein, um strafbar zu sein.
Aufstachelung ist selbst ein Verbrechen und es muss nicht nachgewiesen werden, dass sie tatsächlich wesentlich zur Begehung von Völkermord beigetragen hat.
Trotzdem seien in der bisherigen Praxis auf internationaler Ebene bisher Menschen nur dann zur Rechenschaft gezogen worden, wenn ein Völkermord stattfand und die Verbindung zwischen Propaganda und Verbrechen offensichtlich war. Dabei wurden aber „entlastende“ andere getätigte Aussagen kaum berücksichtigt, das heißt, die spezifischen Hassreden können nicht durch andere, freundlichere Aussagen „relativiert“ werden.
Im Falle der russischen Hass-Propagandisten müsste die Weltgemeinschaft einen Strafgerichtshof, wie von Liechtensteins Vertreter bei den Vereinten Nationen, Christian Wenaweser, vorgeschlagen, durch Beschluss der UNO-Generalversammlung schaffen, da Russland im Sicherheitsrat ein Vetorecht besitzt. Eine andere Möglichkeit der Verfolgung besteht auf Grund des Weltrechtsprinzips.